# Marie Elisabeth Veys
Marie Elisabeth Veys (1 de mayo de 1981) es una deportista belga que compitió en judo. Ganó dos medallas de bronce en el Campeonato Europeo de Judo, en los años 2001 y 2003.

## Palmarés internacional
| Campeonato Europeo | Campeonato Europeo    | Campeonato Europeo | Campeonato Europeo |
| Año                | Lugar                 | Medalla            | Categoría          |
| ------------------ | --------------------- | ------------------ | ------------------ |
| 2001               | París (Francia)       | Medalla de bronce  | +78 kg             |
| 2003               | Düsseldorf (Alemania) | Medalla de bronce  | +78 kg             |